# Nice Work If You Can Get It
Nice Work If You Can Get It è il cinquantaduesimo album della cantante jazz Ella Fitzgerald, pubblicato dalla Pablo Records nel 1983.
L'album vede la cantante interpretare brani di George e Ira Gershwin, accompagnata esclusivamente dal pianoforte di André Previn e dal contrabbasso di Niels-Henning Ørsted Pedersen.

## Tracce
Lato A
1. A Foggy Day – 6:10
2. Nice Work If You Can Get It – 5:14
3. But Not for Me – 3:54
4. Let's Call the Whole Thing Off – 2:46

Lato B
1. How Long Has This Been Going On? – 5:01
2. Who Cares? – 4:30
3. I've Got a Crush on You/Someone to Watch Over Me/Embraceable You (Medley) – 4:56
4. They Can't Take That Away from Me – 3:27